# Collabora
Collabora ist ein globales, privates Unternehmen mit Sitz in Cambridge (England). Neben dem Büro in Cambridge existiert ein weiteres in Montreal (Kanada). Die meisten Mitarbeiter arbeiten jedoch an keinem der beiden Standorte, sondern sind weltweit verteilt und arbeiten von zu Hause aus oder in einem Coworking Space. Collabora berät, schult und unterstützt Firmen im Bereich Open Source, wie z. B. dem Linux-Kernel, GStreamer oder LibreOffice.
Collabora war ursprünglich auf Instant-Messaging-, VoIP- und Videokonferenztechnologie fokussiert, aber das Unternehmen erweiterte sich seitdem und bietet generell Unterstützung im Bereich Multimedia, mobile Webtechnologien, Infrastruktur zur Gemeinschaftsarbeit, Automobilinfotainmentplattformen und Grafikoptimierung an. Collaboras Untergesellschaft Collabora Productivity ist einer der Hauptentwickler der LibreOffice Suite.
2015 kündigte der Crown Commercial Service die Einführung von Collabora GovOffice und der Collabora CloudSuite in allen gemeinnützigen Regierungsorganisationen des vereinigten Königreichs an.

## Geförderte und unterstützte Projekte
- LibreOffice: Collabora Productivity verkauft Support und Entwicklungsleistungen rund um das Office-Paket. Im September 2013 übernahm Collabora das LibreOffice-Entwicklerteam von SUSE.[6][7]

Außerdem kündigte das Unternehmen eine Zusammenarbeit mit IceWarp an, um an LibreOffice Online zu arbeiten.
Am 15. Dezember 2015 kündigte das Unternehmen eine Partnerschaft mit OwnCloud an und veröffentlichte CODE (Collabora Online Development Edition), eine Distribution von LibreOffice Online und dem ownCloud-Server.
Am 2. Juni 2016 veröffentlichte das Unternehmen Collabora Online 1.0 Engine, die von dieser als erste stabile Version bezeichnet wird.
Am 2. November 2016 veröffentlichte das Unternehmen CODE 2.0, die ein neues, sehr häufig von den Nutzern angefragtes Feature bringt: gemeinschaftliches Editieren.
Von Collabora angepasste LibreOffice-Versionen sind LibreOffice-From-Collabora, Collabora Office und Collabora GovOffice.
Außerdem existiert eine unterstützte Version von LibreOffice Online namens Collabora Online für den Einsatz auf Servern in Kombination mit Datei-Synchronisationslösungen wie Nextcloud.
- GStreamer, ein Multimedia-Framework.
- D-Bus, ein freies und quelloffenes System zur Interprozesskommunikation.
- PulseAudio, ein Audiosystem für POSIX-Betriebssysteme, die viele GNU/Linux-Distributionen als Standard-Audioserver benutzen.
- Wayland und Weston (Display-Server-Protokoll)
- Linux-Kernel: Für Collabora arbeitet Gustavo Padovan, der Maintainer für das Bluetooth-Subsystem des Linux-Kernels,[16][17] der auch zu BlueZ beiträgt.[18]
- Farstream und Telepathy, ein Framework für VoIP und generelle Zusammenarbeit, das von den Collabora-Gründern erstellt wurde.
- Pitivi, ein Videoeditor[19]
- vkmark, ein erweiterbares Vulkan-Benchmarkprogramm[20]
- Zink, eine OpenGL-Implementierung, die Vulkan via Mesa Gallium3D benutzt.[21]
- Monado, eine freie und quelloffene XR-Plattform (VR/AR/MR) und OpenXR-Laufzeitumgebung für GNU/Linux.[22]

## Beteiligungen und Mitgliedschaften
- Linux Foundation seit 2010 mit Silber-Status
- Khronos Group (beitragend) seit 2014
- Bluetooth Special Interest Group seit 2014
- ARM Connected seit 2014
- Rockchip  (Zusammenarbeit) seit 2015
- Automotive Grade Linux seit 2016
- Apertis Linux-Distribution
- R-Car-Konsortium seit 2016
- Renesas Alliance Partner seit 2016
- Cambridge Network seit Gründung (2005)
- Debian
- Outreachy Programms als wiederkehrender Sponsor
- Gnome
- LOT Network gegen Patent-Trolle
- Open-Invention-Network-Lizenznehmer gegen Patent-Trolle